# Кравченко, Александра Александровна
Александра Александровна Кравченко (род. 27 февраля 1983 года, Ставрополь, РСФСР, СССР) — российский художник-график, художник декоративно-прикладного искусства, член-корреспондент РАХ (2021).

## Биография
Родилась 27 февраля 1983 года в Ставрополе, где живёт и работает.
В 2005 году — окончила живописно-педагогическое отделение Ставропольского краевого художественного училища, мастерская А. Е. Соколенко, Е. Г. Кузнецова.
С 2010 года — член Союза художников России.
В 2012 году — окончила Уральскую государственную архитектурно-художественную академию по специальности монументально-декоративное искусство, мастерская профессоров Б. Н. Клочкова, М. А. Житникова.
В 2016 году — окончила Южный федеральный университет по специальности инновационные технологии в сфере образования.
С 2012 года — председатель молодёжной секции «ЮгArt», с 2016 года — член ревизионной комиссии, с 2021 года — член правления Ставропольского краевого отделения Союза художников России.
В 2021 году — избрана членом-корреспондентом Российской академии художеств от Южного регионального отделения.

## Творческая деятельность
Основные произведения
- работы в области графики: серия из 12 графических листов «Калмыцкие портреты» (2009—2012, тонированная бумага, тушь, гуашь); серия из 10 графических листов «Портреты художников» (2012—2019,тонированная бумага, тушь, гуашь); цикл графических работ «Художники-ветераны» (2014, тонированная бумага, тушь, гуашь);
- работы в области живописи: триптих «Пути дальнего следования» (2020, холст, масло, 50х100); диптих «Жизнь, как чудо» (2021, холст, масло, 100х100);
- работы в области декоративно-прикладного искусства: диптих «Радость жизни. Музыка» (2013, жесткий гобелен, 164х123).

Работы находятся в собраниях Уральского государственного архитектурно-художественного университета в Екатеринбурге, Художественно-промышленной академии Краснодарского государственного института культуры, Волгоградского музея изобразительных искусств имени И. И. Машкова, Краснодарского краевого художественного музея имени Ф. А. Коваленко, Краснодарского краевого выставочного зала изобразительных искусств, Ставропольского краевого музея изобразительных искусств, Национального музея Республики Калмыкия имени Н. Н. Пальмова в Элисте, Арт-галереи «Паршин» в Ставрополе, Международного Фонда «Культурное Достояние» в Москве, Мемориального комплекса Славы имени А. А. Кадырова в Грозном, Музея-галереи «ОсобнякЪ» в Краснодаре, Музея изобразительных искусств в Новороссийске, «Русской галереи — XXI век» в Москве, а также в собраниях музеев за рубежом и в частных коллекциях.
С 2004 года — участник городских, краевых, всероссийских, международных художественных выставок.
Персональные выставки
- «Дебют» в Краснодарском краевом выставочном зале изобразительных искусств (2011);
- «Женский взгляд» в галерее «N-Prospect» (2012, Санкт-Петербург);
- «То, что я люблю» в галерее «Паршин» (2015, Ставрополь);
- передвижной проект «Место женщины у мольберта» в галерее «Паршин» в Ставрополе и Невинномысском историко-краеведческом музее (2018);
- «Черновики» в галерее «Паршин» (2021, Ставрополь);
- «Жизнь как чудо» в Музее-галерее «ОсобнякЪ» (2021, Краснодар);
- «PROнас» в Ставропольском краевом музее изобразительных искусств и в художественной галерее Гимназии № 9 города Ставрополя имени Героя Советского Союза Владимира Ковалева (2021).

## Награды
- Премия главы муниципального образования Краснодара В. Л. Евланова и министерства культуры молодым талантам «За высокие достижения в области культуры и искусства» (2011)
- Золотая медаль Уральской государственной архитектурно-художественной академии за дипломный проект «Витраж в интерьере Центра музыки» (2012)
- Государственная стипендия для продолжения творческой работы (2014)
- Премия Губернатора Ставропольского края известным деятелям культуры и искусства края в области изобразительного искусства имени В. Г. Кленова (2018)

Награды РАХ
- Диплом Южного регионального отделения РАХ за серию портретов современников (2012)
- Диплом РАХ за работу «Взгляд в будущее» (2018)
- Медаль «Шувалов» за серию живописных работ «Любимый город» (2019)
- Благодарность РАХ за участие в VI Международном форуме творческих Союзов «Белая акация» (2019)
- Серебряная медаль РАХ за живописное произведение «Пути дальнего следования» (2020)